# My Wild Irish Rose
My Wild Irish Rose è un film muto del 1922 diretto da David Smith.

## Produzione
Il film fu prodotto dalla Vitagraph Company of America, la compagnia di produzione cinematografica fondata da James Stuart Blackton e da Albert E. Smith, il fratello del regista.

## Distribuzione
Il copyright del film, richiesto dalla Vitagraph Co. of America, fu registrato il 25 maggio 1922 con il numero LP17915. Distribuito dalla Vitagraph Company of America e presentato da Albert E. Smith, il film uscì nelle sale cinematografiche statunitensi il 30 agosto dopo una prima che si era tenuta a New York l'11 giugno 1922.

## Versioni cinematografiche
Il dramma The Shaughraun di Don Boucicault fu rappresentato nel 1874. Ebbe diverse versioni cinematografiche:
- Murphy's Wake, regia di Alf Collins (1903)
- Murphy's Wake (1906)
- The Shaughraun, regia di Sidney Olcott (1912)
- My Wild Irish Rose, regia di David Smith (1922)